# WEE Rail
Die WEE Rail GmbH, vormals Weser Ems Eisenbahn GmbH (WEE), ist ein Eisenbahnverkehrsunternehmen (EVU). Gesellschafter ist Daniel Wulfing.

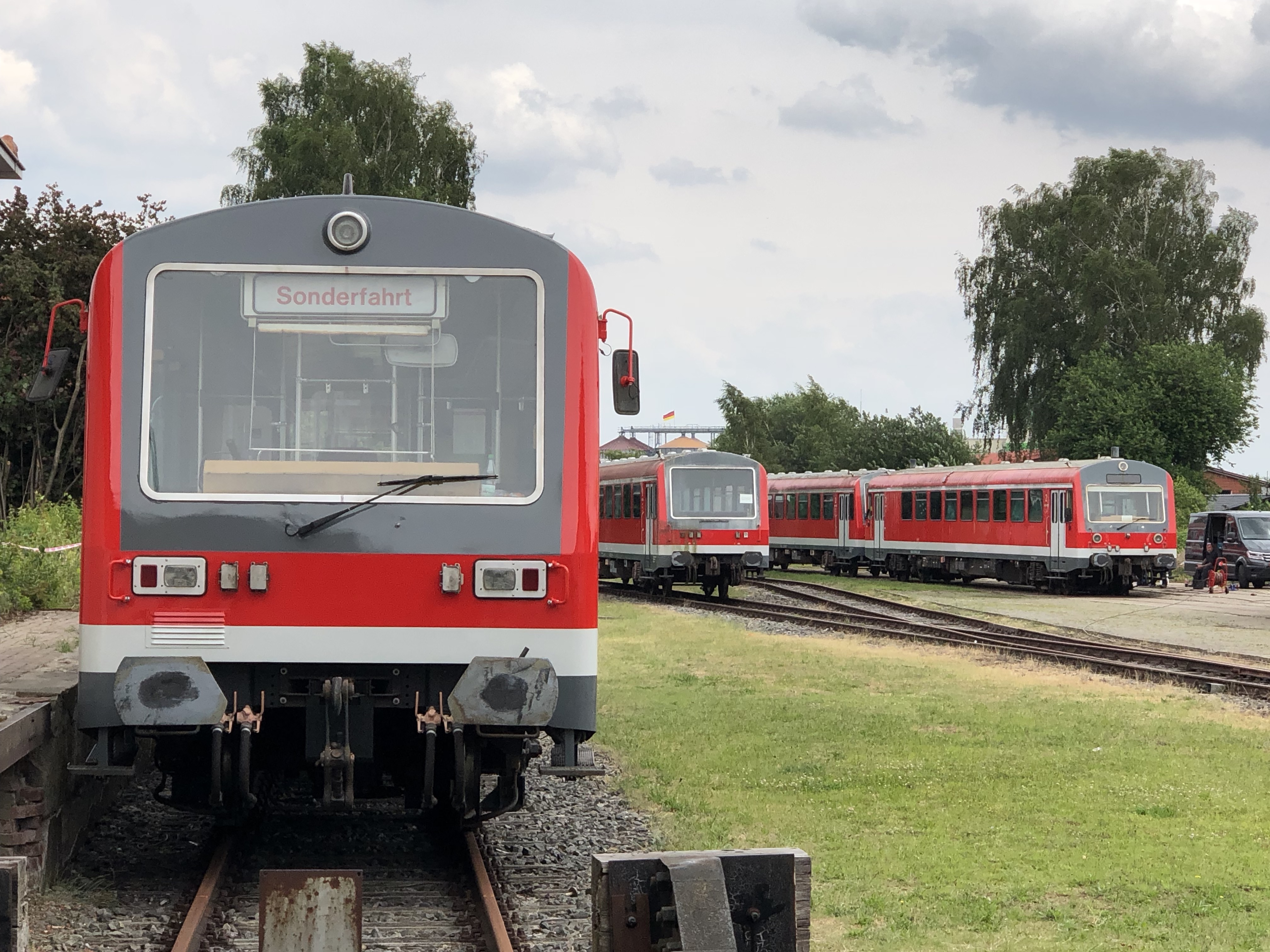
Triebwagen der Weser Ems Eisenbahn im Bahnhof Ankum

## Geschichte
Die WEE wurde 2017 als Weser Ems Eisenbahn GmbH mit Sitz in Lohne gegründet. Unter der Marke Weser Ems Express bot das Unternehmen mit Triebwagen vom Typ NE 81 Touristikverkehre an und führte für andere Eisenbahnverkehrsunternehmen Dienstleistungen wie Überführungen und Arbeitszugdienste durch.
Die Triebwagen 626 981 und 982 sowie die zugehörigen Steuerwagen 926 983 und 984 hatte die Weser Ems Eisenbahn Ende 2017 von der Deutschen Bahn erworben, die sie ihrerseits 2006 von Kahlgrund Verkehrs-GmbH (KVG) übernommen und bis 2010 auf der Bahnstrecke Kahl–Schöllkrippen eingesetzt hatte.
Im Jahr 2021 übernahm die WEE zwei Loks der Baureihe 216 sowie eine Lok der Reihe 143.
Im Februar und März 2022 verlieh die Weser Ems Eisenbahn für eine Dauer von drei Wochen zwei Garnituren mit n-Wagen an die SWEG Bahn Stuttgart.
Seit Fahrplanwechsel im Dezember 2022 übernahm die Weser Ems Eisenbahn mit eigenen Fahrzeugen für einige Monate den Verkehr für Go-Ahead Bayern (jetzt: Arverio Bayern) auf der Strecke Donauwörth–Aalen, welche diesen aufgrund von Personalmangel nicht selbst erbringen konnte.
Am 7. August 2024 wurde die Umbenennung der Firma in WEE Rail und die Verlegung des Firmensitzes nach Nettetal beschlossen. Im Juni 2025 meldete das Unternehmen Insolvenz an, woraufhin zum 13. Juni 2025 die vorläufige Insolvenzverwaltung angeordnet wurde.